# 27e Critics Choice Awards
De uitreiking van de 27e Critics Choice Awards vond plaats op 13 maart 2022 in het Fairmont Century Plaza Hotel in Los Angeles (VS) en het Savoy Hotel in Londen (VK). Er werden prijzen uitgereikt in verschillende categorieën voor films en series uit het jaar 2021. De ceremonie werd voor de vierde keer gepresenteerd door Taye Diggs, voor het eerst samen met Nicole Byer. De nominaties voor televisie werden op 6 december 2021 bekendgemaakt, de nominaties voor film volgden op 13 december.
Op 22 december 2021 maakte de Critics Choice Association bekend dat de uitreiking van de awards, die eerst gepland stond op 9 januari 2022, was uitgesteld. Dit in verband met de coronapandemie en de opkomende omikronvariant. De nieuwe datum, 13 maart, werd bekendgemaakt op 13 januari. De locatie in Londen werd toegevoegd om genomineerden die aanwezig waren bij de uitreiking van de British Academy Film Awards, die op dezelfde dag plaatsvonden, de kans te geven ook deze ceremonie bij te wonen.

## Film - winnaars en genomineerden
De winnaars staan bovenaan in vet lettertype.

### Beste film
- The Power of the Dog
  - Belfast
  - CODA
  - Don't Look Up
  - Dune
  - King Richard
  - Licorice Pizza
  - Nightmare Alley
  - Tick, Tick... Boom!
  - West Side Story

### Beste mannelijke hoofdrol
- Will Smith - King Richard
  - Nicolas Cage - Pig
  - Benedict Cumberbatch - The Power of the Dog
  - Peter Dinklage - Cyrano
  - Andrew Garfield - Tick, Tick... Boom!
  - Denzel Washington - The Tragedy of Macbeth

### Beste vrouwelijke hoofdrol
- Jessica Chastain - The Eyes of Tammy Faye
  - Olivia Colman - The Lost Daughter
  - Lady Gaga - House of Gucci
  - Alana Haim - Licorice Pizza
  - Nicole Kidman - Being the Ricardos
  - Kristen Stewart - Spencer

### Beste mannelijke bijrol
- Troy Kotsur - CODA
  - Jamie Dornan - Belfast
  - Ciarán Hinds - Belfast
  - Jared Leto - House of Gucci
  - J.K. Simmons - Being the Ricardos
  - Kodi Smit-McPhee - The Power of the Dog

### Beste vrouwelijke bijrol
- Ariana DeBose - West Side Story
  - Caitriona Balfe - Belfast
  - Ann Dowd - Mass
  - Kirsten Dunst - The Power of the Dog
  - Aunjanue Ellis - King Richard
  - Rita Moreno - West Side Story

### Beste jonge acteur / actrice
- Jude Hill - Belfast
  - Cooper Hoffman - Licorice Pizza
  - Emilia Jones - CODA
  - Woody Norman - C'mon C'mon
  - Saniyya Sidney - King Richard
  - Rachel Zegler - West Side Story

### Beste acteerensemble
- Belfast
  - Don't Look Up
  - The Harder They Fall
  - Licorice Pizza
  - The Power of the Dog
  - West Side Story

### Beste regisseur
- Jane Campion - The Power of the Dog
  - Paul Thomas Anderson - Licorice Pizza
  - Kenneth Branagh - Belfast
  - Guillermo del Toro - Nightmare Alley
  - Steven Spielberg - West Side Story
  - Denis Villeneuve - Dune

### Beste originele scenario
- Kenneth Branagh - Belfast
  - Paul Thomas Anderson - Licorice Pizza
  - Zach Baylin - King Richard
  - Adam McKay en David Sirota - Don't Look Up
  - Aaron Sorkin - Being the Ricardos

### Beste bewerkte scenario
- Jane Campion - The Power of the Dog
  - Maggie Gyllenhaal - The Lost Daughter
  - Siân Heder - CODA
  - Tony Kushner - West Side Story
  - Jon Spaihts, Denis Villeneuve en Eric Roth - Dune

### Beste camerawerk
- Ari Wegner - The Power of the Dog
  - Bruno Delbonnel - The Tragedy of Macbeth
  - Greig Fraser - Dune
  - Janusz Kamiński - West Side Story
  - Dan Laustsen - Nightmare Alley
  - Haris Zambarloukos - Belfast

### Beste productieontwerp
- Patrice Vermette en Zsuzsanna Sipos - Dune
  - Jim Clay en Claire Nia Richards - Belfast
  - Tamara Deverell en Shane Vieau - Nightmare Alley
  - Adam Stockhausen en Rena DeAngelo - The French Dispatch
  - Adam Stockhausen en Rena DeAngelo - West Side Story

### Beste montage
- Sarah Broshar en Michael Kahn - West Side Story
  - Úna Ní Dhonghaíle - Belfast
  - Andy Jurgensen - Licorice Pizza
  - Peter Sciberras - The Power of the Dog
  - Joe Walker - Dune

### Beste kostuumontwerp
- Jenny Beavan - Cruella
  - Luis Sequeira - Nightmare Alley
  - Paul Tazewell - West Side Story
  - Jacqueline West en Robert Morgan - Dune
  - Janty Yates - House of Gucci

### Beste grime en haarstijl
- The Eyes of Tammy Faye
  - Cruella
  - Dune
  - House of Gucci
  - Nightmare Alley

### Beste visuele effecten
- Dune
  - The Matrix Resurrections
  - Nightmare Alley
  - No Time to Die
  - Shang-Chi and the Legend of the Ten Rings

### Beste komedie
- Licorice Pizza
  - Barb & Star Go to Vista Del Mar
  - Don't Look Up
  - Free Guy
  - The French Dispatch

### Beste animatiefilm
- The Mitchells vs. the Machines
  - Encanto
  - Flee
  - Luca
  - Raya and the Last Dragon

### Beste niet-Engelstalige film
- Drive My Car
  - Flee
  - The Hand of God
  - A Hero
  - The Worst Person in the World

### Beste nummer
- "No Time to Die" - No Time to Die
  - "Be Alive" - King Richard
  - "Dos Oruguitas" - Encanto
  - "Guns Go Bang" - The Harder They Fall
  - "Just Look Up" - Don't Look Up

### Beste filmmuziek
- Hans Zimmer - Dune
- Nicholas Britell - Don't Look Up
- Jonny Greenwood - The Power of the Dog
- Jonny Greenwood - Spencer
- Nathan Johnson - Nightmare Alley

### Films met meerdere nominaties
De volgende films ontvingen meerdere nominaties:
| Nominaties | Film                   | Awards |
| ---------- | ---------------------- | ------ |
| 11         | Belfast                | 3      |
| 11         | West Side Story        | 2      |
| 10         | Dune                   | 3      |
| 10         | The Power of the Dog   | 4      |
| 8          | Licorice Pizza         | 1      |
| 8          | Nightmare Alley        |        |
| 6          | Don't Look Up          |        |
| 6          | King Richard           | 1      |
| 4          | CODA                   | 1      |
| 4          | House of Gucci         |        |
| 3          | Being the Ricardos     |        |
| 2          | Cruella                | 1      |
| 2          | Encanto                |        |
| 2          | The Eyes of Tammy Faye | 2      |
| 2          | Flee                   |        |
| 2          | The French Dispatch    |        |
| 2          | The Harder They Fall   |        |
| 2          | The Lost Daughter      |        |
| 2          | No Time to Die         | 1      |
| 2          | Spencer                |        |
| 2          | Tick, Tick... Boom!    |        |
| 2          | The Tragedy of Macbeth |        |

## Televisie - winnaars en genomineerden
De winnaars staan bovenaan in vet lettertype.

### Beste dramaserie
- Succession
  - Evil
  - For All Mankind
  - The Good Fight
  - Pose
  - Squid Game
  - This Is Us
  - Yellowjackets

### Beste mannelijke hoofdrol in een dramaserie
- Lee Jung-jae - Squid Game
  - Sterling K. Brown - This Is Us
  - Mike Colter - Evil
  - Brian Cox - Succession
  - Billy Porter - Pose
  - Jeremy Strong - Succession

### Beste vrouwelijke hoofdrol in een dramaserie
- Melanie Lynskey - Yellowjackets
  - Uzo Aduba - In Treatment
  - Chiara Aurelia - Cruel Summer
  - Christine Baranski - The Good Fight
  - Katja Herbers - Evil
  - Mj Rodriguez - Pose

### Beste mannelijke bijrol in een dramaserie
- Kieran Culkin - Succession
  - Nicholas Braun - Succession
  - Billy Crudup - The Morning Show
  - Justin Hartley - This Is Us
  - Matthew Macfadyen - Succession
  - Mandy Patinkin - The Good Fight

### Beste vrouwelijke bijrol in een dramaserie
- Sarah Snook - Succession
  - Andrea Martin - Evil
  - Audra McDonald - The Good Fight
  - Christine Lahti - Evil
  - J. Smith-Cameron - Succession
  - Susan Kelechi Watson - This Is Us

### Beste komedieserie
- Ted Lasso
  - The Great
  - Hacks
  - Insecure
  - Only Murders in the Building
  - The Other Two
  - Reservation Dogs
  - What We Do in the Shadows

### Beste mannelijke hoofdrol in een komedieserie
- Jason Sudeikis - Ted Lasso
  - Iain Armitage - Young Sheldon
  - Nicholas Hoult - The Great
  - Steve Martin - Only Murders in the Building
  - Kayvan Novak - What We Do in the Shadows
  - Martin Short - Only Murders in the Building

### Beste vrouwelijke hoofdrol in een komedieserie
- Jean Smart - Hacks
  - Elle Fanning - The Great
  - Renée Elise Goldsberry - Girls5eva
  - Selena Gomez - Only Murders in the Building
  - Sandra Oh - The Chair
  - Issa Rae - Insecure

### Beste mannelijke bijrol in een komedieserie
- Brett Goldstein - Ted Lasso
  - Ncuti Gatwa - Sex Education
  - Harvey Guillén - What We Do in the Shadows
  - Brandon Scott Jones - Ghosts
  - Ray Romano - Made for Love
  - Bowen Yang - Saturday Night Live

### Beste vrouwelijke bijrol in een komedieserie
- Hannah Waddingham - Ted Lasso
  - Hannah Einbinder - Hacks
  - Kristin Chenoweth - Schmigadoon!
  - Molly Shannon - The Other Two
  - Cecily Strong - Saturday Night Live
  - Josie Totah - Saved by the Bell

### Beste miniserie
- Mare of Easttown
  - Dopesick
  - Dr. Death
  - It's a Sin
  - Maid
  - Midnight Mass
  - The Underground Railroad
  - WandaVision

### Beste televisiefilm
- Oslo
  - Come From Away
  - List of a Lifetime
  - The Map of Tiny Perfect Things
  - Robin Roberts Presents: Mahalia
  - Zoey's Extraordinary Christmas

### Beste mannelijke hoofdrol in een miniserie of televisiefilm
- Michael Keaton - Dopesick
  - Olly Alexander - It's a Sin
  - Paul Bettany - WandaVision
  - William Jackson Harper - Love Life
  - Joshua Jackson - Dr. Death
  - Hamish Linklater - Midnight Mass

### Beste vrouwelijke hoofdrol in een miniserie of televisiefilm
- Kate Winslet - Mare of Easttown
  - Danielle Brooks - Robin Roberts Presents: Mahalia
  - Cynthia Erivo - Genius: Aretha
  - Thuso Mbedu - The Underground Railroad
  - Elizabeth Olsen - WandaVision
  - Margaret Qualley - Maid

### Beste mannelijke bijrol in een miniserie of televisiefilm
- Murray Bartlett - The White Lotus
  - Zach Gilford - Midnight Mass
  - William Jackson Harper - The Underground Railroad
  - Evan Peters - Mare of Easttown
  - Christian Slater - Dr. Death
  - Courtney B. Vance - Genius: Aretha

### Beste vrouwelijke bijrol in een miniserie of televisiefilm
- Jennifer Coolidge - The White Lotus
  - Kaitlyn Dever - Dopesick
  - Kathryn Hahn - WandaVision
  - Melissa McCarthy - Nine Perfect Strangers
  - Julianne Nicholson - Mare of Easttown
  - Jean Smart - Mare of Easttown

### Beste niet-Engelstalige serie
- Squid Game
  - Acapulco
  - Call My Agent!
  - Lupin
  - Money Heist
  - Narcos: Mexico

### Beste animatieserie
- What If...?
  - Big Mouth
  - Bluey
  - Bob's Burgers
  - The Great North
  - Q-Force

### Beste talkshow
- Last Week Tonight with John Oliver
  - The Amber Ruffin Show
  - Desus & Mero
  - The Kelly Clarkson Show
  - Late Night with Seth Meyers
  - Watch What Happens Live with Andy Cohen

### Beste comedy special
- Bo Burnham: Inside
  - Good Timing with Jo Firestone
  - James Acaster: Cold Lasagne Hate Myself 1999
  - Joyelle Nicole Johnson: Love Joy
  - Nate Bargatze: The Greatest Average American
  - Trixie Mattel: One Night Only

### Series met meerdere nominaties
De volgende series ontvingen meerdere nominaties:
| Nominaties | Serie                           | Awards |
| ---------- | ------------------------------- | ------ |
| 8          | Succession                      | 3      |
| 5          | Evil                            |        |
| 5          | Mare of Easttown                | 2      |
| 4          | The Good Fight                  |        |
| 4          | Only Murders in the Building    |        |
| 4          | Ted Lasso                       | 4      |
| 4          | This Is Us                      |        |
| 4          | WandaVision                     |        |
| 3          | Dopesick                        | 1      |
| 3          | Dr. Death                       |        |
| 3          | The Great                       |        |
| 3          | Hacks                           | 1      |
| 3          | Midnight Mass                   |        |
| 3          | Pose                            |        |
| 3          | Squid Game                      | 2      |
| 3          | The Underground Railroad        |        |
| 3          | What We Do in the Shadows       |        |
| 2          | Genius: Aretha                  |        |
| 2          | Insecure                        |        |
| 2          | It's a Sin                      |        |
| 2          | Maid                            |        |
| 2          | The Other Two                   |        |
| 2          | Robin Roberts Presents: Mahalia |        |
| 2          | Saturday Night Live             |        |
| 2          | The White Lotus                 | 2      |
| 2          | Yellowjackets                   | 1      |

## SeeHer Award
- Halle Berry[7]

## Lifetime Achievement Award
- Billy Crystal[8]